# Kidung Sunda
Kidung Sunda of Kidoeng Soenda is een gedicht in het Middeljavaans, in Javaanse metra en is waarschijnlijk uit Bali afkomstig. In dit gedicht wordt verhaald over koning Hayam Wuruk uit Majapahit die bezig was een vrouw te vinden om hem als koningin te vergezellen. Hij had zijn oog laten vallen op de prinses van Sunda*, wier naam in dit verhaal niet genoemd wordt. Maar zijn grootvizier Gajah Mada was het niet met hem eens. Er is een meningsverschil omtrent de staatkundige verhouding tussen Sunda en Majapahit (lees Java). Gajah Mada is van mening dat Sunda een onderhorige is van Majapahit. Daardoor ontstond er een oorlog te Bubat, de havenplaats waar de Sundanezen landden, want zij weigerden het om als onderhorigen beschouwd te worden. Daar werden de Sundanese manschappen geheel afgeslacht. De prinses van Sunda pleegde daarna zelfmoord door verdriet. Dit verhaal moet gesitueerd worden in het midden van de 14e eeuw.
*In dit artikel wordt “Sunda” als zodanig gespeld en niet als “Soenda”.

## Verschillende Versies van kidung Sunda
Een Nederlandse javanicus, C.C. Berg, heeft enkele versies van Kidung Sunda gevonden. Twee daarvan heeft hij besproken en uitgegeven:
1. Kidung Sunda
2. Kidung Sundâyana (De tocht der Sundanezen)

Kidung Sunda die hierboven het eerst genoemd werd, is langer dan Kidung Sundâyana. Die kan zich ook bogen op een betere literaire kwaliteit en het is deze versie die verder in dit artikel besproken wordt.

## Samenvatting
Hieronder wordt de inhoud van Kidung Sunda kort samengevat. De samenvatting wordt onderverdeeld in zangen.

### Zang I
Hayam Wuruk, koning van het rijk Majapahit, zocht een vrouw. Hij stuurde dan gezanten naar het hele Nusantara (Indische Archipel) om een geschikte vrouw te vinden. Zij kwamen terug met schilderijen van prinsessen. Maar geen van allen kon zijn hart bekoren. Toen hoorde Hayam Wuruk dat de prinses van Sunda vermaard was om haar schoonheid. Hij stuurde dan een schilder ernaartoe. Hij kwam spoedig met een mooi schilderij terug. Op dat moment waren de ooms van Hayam Wuruk toevallig bij hem op bezoek. Zij toonden er hun bezorgheid over het feit dat de jonge koning Hayam Wuruk nog steeds ongetrouwd was.
Aldus werd koning Hayam Wuruk gecharmeerd door de afbeelding van de prinses van Sunda. Kort daarop beval de koning, Madhu, zijn gezant, om naar Sunda te reizen en naar d’r hand te dingen.
Madhu kwam na zes dagen zeilen aan te Sunda. Hij vroeg om een audiëntie bij de koning en legde hem het doel van zijn reis uit. De koning was uitermate gelukkig dat de vermaarde koning van Majapahit zijn dochter gekozen had. Maar de prinses zelf zei niet zoveel.
Spoedig reisde Madhu terug naar Majapahit en overhandigde de brief met het antwoord van de koning van Sunda aan koning Hayam Wuruk. Weldra vertrok het Sundanese gevolg met 200 grote jonken en heleboel kleinere met in totaal 2000 schepen.

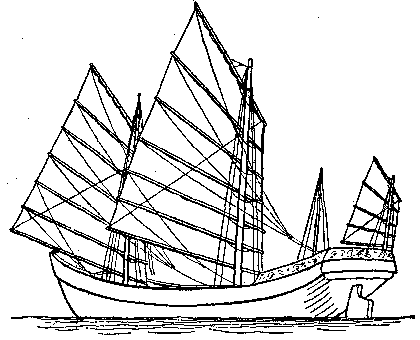
Een jonk. Mogelijk reisden de Sundanezen op zo’n soort schip.

Maar toen zij aan boord wilden gaan, zagen zij een slecht voorteken. Het schip dat de koning, koningin en de prinses ging vervoeren is een “Chinese jonk, zoals veel wordt gebruikt sinds de oorlog van Wijaya.” De oorlog van Wijaya was een bloedige burgeroorlog die kort daarvoor woedde in Majapahit.
Ondertussen was men in Majapahit druk bezig met de voorbereiding ter ontvangst van de gasten. Tien dagen later bracht het hoofd van de havenplaats Bubat verslag dat het gevolg van de Sundanezen reeds zichtbaar was. Koning Hayam Wuruk en zijn twee ooms stonden gereed om hen te verwelkomen. Maar de grootvizier Gajah Mada keurde dat af. Hij was van mening dat het niet gepast is dat een koning (lees keizer) van Majapahit een onderhorige of vazallenkoning zoals die van Sunda verwelkomt. Wie weet is hij een vermomde vijand.
Aldus ging het voornemen van Hayam Wuruk niet door om naar Bubat te reizen. Hij gaf gehoor aan het advies van Gajah Mada. De vorstendienaars en andere beambten in het paleis waren geschrokken maar zij durfden hun mening niet te uiten.
In Bubat zelf, hoorde men al enige geruchten over de laatste ontwikkelingen in Majapahit. De koning van Sunda stuurde dan een afgevaardigde: zijn vizier Anépaken met drie andere hoogwaardigheidsbekleders en 300 soldaten. Zij gingen rechtstreeks naar de woning van Gajah Mada. Daar vertelden ze aan Gajah Mada dat de koning van Sunda van plan is huiswaarts te keren. Hij denkt dat de koning van Majapahit zijn belofte niet nakomt. Er volgde dan een heftige discussie omdat Gajah Mada van mening is dat de Sundanezen zich moeten gedragen als onderhorigen, net als andere onderhorigen uit Nusantara. Er volgde bijna een heuse slagveld bij het huis van Gajah Mada als Smaranata, koninklijke huispriester van Majapahit niet tussen beide was gekomen. Het gezant van de koning van Sunda keerde dan terug nadat hij de verzekering kreeg dat de koning van Majapahit binnen twee dagen met een besluit zou komen.
Ondertussen, nadat de koning van Sunda dit bericht te horen kreeg, zei hij dat hij niet bereid was om te dienen als een vazallenkoning. Hij liet dan zijn besluit horen dat het beter is om als een echte krijger te sneuvelen dan te leven maar beledigd door de Javanen. Zijn ondergeschikten stemden toe en riepen dan om hem te volgen en te verdedigen.
Daarna kwam de koning van Sunda naar zijn vrouw en dochter toe en vertelde hen naar huis terug te keren. Maar zij weigerden en stonden bij hun besluit vast bij hem te blijven.

### Zang II
Alles stond gereed. Er werd een afgevaardigde met een boodschap gestuurd vanuit het kamp der Majapahitters naar het kamp der Sundanezen. Daarin staan de voorwaarden van Majapahit. Boos weigerden de Sundanezen de voorwaarden en een oorlog was onvermijdelijk.
De Majapahitse manschappen bestonden uit gewone soldaten aan de voorkant, gevolgd door generaals, de grootvizier Gajah Mada, en tot slot Hayam Wuruk en zijn beide ooms.
Er woedde dan een hevige strijd. In het begin sneuvelden veel soldaten van het kamp der Majapahit. Maar naarmate de strijd vorderde, dolven de Sundanezen toch het onderspit. Zij werden ten slotte bijna geheel afgeslacht. Anepakěn werd gedood door Gajah Mada, terwijl de koning van Sunda gedood werd door zijn twee besan (ouders van schoonzoon of dochter), de koning van Kahuripan en Daha. Pitar was de enige Sundanese officier die nog in leven was omdat hij zich dood waande tussen de lijken van andere soldaten. Hij ontkwam en ging spoedig naar het verblijf van de koningin en de prinses. Zij voelden zich zwaar ten moede en pleegden zelfmoord. Daarna pleegden de vrouwen van de gesneuvelde soldaten massaal zelfmoord op de lichamen van hun mannen.

### Zang III
Koning Hayam Wuruk voelde zich ongerust nadat hij de strijd aanschouwd had. Hij ging dan naar het kamp der Sundanezen om de prinses van Sunda te zoeken. Maar zij was reeds dood. Hij beweende haar en wilde weer met haar verenigd worden.
Daarna werd een ceremonie gehouden ter ere van de doden. Niet lang daarna stierf koning Hayam Wuruk van verdriet. Nadat hij gecremeerd was, beraadslaagden zijn twee ooms. Zij gaven de schuld aan Gajah Mada voor de hele toestand. Zij wilden hem aldus gevangennemen en ter dood stellen. Spoedig begaven zij naar zijn woning. Ondertussen voelde Gajah Mada dat zijn tijd gekomen was. Hij bedreef dan yoga en ascese en verdween in het niets.
De koning van Kahuripan en Daha keerden daarop naar hun respectievelijke koninkrijken terug, omdat Majapahit hen te veel deed denken aan de sombere geschiedenis.

## Enige Analyse
Kidung Sunda moet beschouwd worden als een literair werk en niet als een betrouwbare historische kroniek, hoewel de gebeurtenissen die zich daarin afspelen mogelijk op waargebeurde feiten zijn gebaseerd.
In grote lijnen kan gezegd worden dat de geschiedenis die verhaald wordt, verteld wordt op een zakelijke en onderhoudende wijze. Het is anders dan bij soortgelijke werken in dezelfde genre. De vertelling combineert romantische en dramatische elementen op een aantrekkelijke wijze. Met een levendig taalgebruik, kunnen de protagonisten tot leven komen.
Verder zit het verhaal logisch in elkaar en gebeuren er geen rare dingen, op een na en dat is de verdwijning van Gajah Mada. Dit strookt bovendien evenmin met andere historische bronnen.
Het moet gezegd worden dat de schrijver of verteller de zijde der Sundanezen gekozen heeft in zijn/haar vertelling. Daardoor staan er in dit verhaal strijdige elementen die niet kloppen met andere bronnen.

## Auteurschap
Alle handschriften van kidung Sunda zijn afkomstig uit Bali. Het is echter niet bekend waar dit werk geschreven werd, op Java of op Bali. De schrijver is niet bekend. Het is evenmin bekend wanneer het verhaal geschreven werd. In het verhaal worden vuurwapens genoemd, maar voor teksten uit Indonesië, is dit geen geldig criterium om de ouderdom van het verhaal te bepalen. Indonesiërs kenden al vrij vroeg de vuurwapens. Niet alleen van de Portugezen die het gebied sinds 1511, maar waarschijnlijk al eerder van de Chinezen. Want toen de Portugezen op de Molukken aankwamen, werden zij begroet met kanonschoten (salvo’s).
In elk geval moet het werk geschreven zijn na 1540 want er is een beschrijving van het paard van de Sundanese vizier, Anepakěn. Zijn paard wordt vergeleken met het paard van, Rangga Lawe, een karakter uit een bekend ander Javaans werk, Kidung Rangga Lawe. Dit werk werd geschreven in 1540.
Islamitische invloeden zijn erin ook al merkbaar, Kidung Sunda bevat enkele Perzisch-Arabische woorden zoals kabar (bericht) en subandar (havenmeester).

## Enige fragmenten
Hieronder worden enkele fragmenten uit de tekst aangeboden. De tekst wordt overgenomen van de editie van C.C. Berg (1927). De spelling wordt enigszins aangepast aan de moderne spelling. Net als in Bergs editie wordt er geen onderscheid gemaakt tussen retroflexe en dentale stops. Sanskriet woorden worden op zijn Javaans gespeld. De vertaling is van Berg, zijn spelling van het Nederlands wordt echter aangepast aan de moderne spelling.

### Gajah Mada die beschimpt wordt door de Sundanese gezant (vers 1. 66b – 1. 68 a.)
Ih angapa, Gajah Mada, agung wuwusmu i kami, ngong iki mangkw angaturana sira sang rajaputri, adulurana bakti, mangkana rakwa karěpmu, pada lan Nusantara dede Sunda iki, durung-durung ngong iki andap ring yuda.
Abasa lali po kita nguni duk kita aněkani jurit, amrang pradesa ring gunung, ěnti ramening yuda, wong Sunda kagingsir, wong Jipang amburu, praptâpatih Sunda apulih, rusak wadwamu gingsir.
Mantrimu kalih tinigas anama Lěs Beleteng angěmasi, bubar wadwamu malayu, anânibani jurang, amurug-murug rwi, lwir patining lutung, uwak setan pating burěngik, padâmalakw ing urip. 
Mangke agung kokohanmu, uwabmu lwir ntuting gasir, kaya purisya tinilar ing asu, mengkene kaharěpta, tan pracura juti, ndi sasana tinutmu gurwaning dustârusuh, dadi angapusi sang sadubudi, patitânêng niraya atmamu těmbe yen antu.
Vertaling:
- “Zeg, wat moet dat beduiden ,Gajah Mada, dat ge zo’n groot woord hebt tegen ons? Wij zouden straks de prinses aanbieden onder het brengen van huldebetoon? Zoudt gij willen, dat we zó handelen, ons gelijk stellend aan onderhorigen? Dat is niets voor Sunda! Wij hebben nog nooit in de strijd het onderspit gedolven.
- Men zou zo zeggen, dat gij vergeten zijt van vroeger, toen gij ten strijde getrokken waart en aanvallen deed op de dorpen in de bergen. Grenzeloos vinnig was toen de strijd; de Sundanezen werden op de vlucht gedreven; de mannen van Jipang zetten ze na; daar kwam de patih (vizier) van Sunda en hervatte de strijd; uw troepen werden uit elkaar geslagen en gingen op de vlucht.
- Uw beide mantri’s (ministers) Lěs dan Beleteng; werden afgemaakt en moesten het met hun dood bekopen; uw troepen werden verstrooid en vluchtten; sommigen vielen in ravijnen en kwamen midden tussen de doornen terecht; ze stierven als lutungs (apen), steenmarters en setan; overal kermden er en smeekten er om lijfsbehoud.
- En nu braakt ge zulke grote woorden uit en is wat gij uitgaapt als een wind van een krekel, als een drek, dat door een hond wordt achtergelaten. Zulk een verlangen van u is onbehoorlijk en verraderlijk. Wat voor wetboek volgt gij dan wel, dat gij een leraar wilt zijn van slechtheid en corruptie en dat ge goedgezinden om de tuin leidt? In de hel zal uw ziel vallen, later, wanneer ge gestorven zult zijn.”

### De koning van Sunda die de voorwaarden van de Majapahit afwijst (vers 2.69 – 2.71)
[...], yan kitâwĕdîng pati, lah age marĕka, i jĕng sri naranata, aturana jiwa bakti, wangining sĕmbah, sira sang nataputri.
Wahu karungu denira sri narendra, bangun runtik ing ati, ah kita potusan, warahĕn tuhanira, nora ngong marĕka malih, angatĕrana, iki sang rajaputri.
Mong kari sasisih bahune wong Sunda, rĕmpak kang kanan keri, norengsun ahulap, rinĕbateng paprangan, srĕngĕn si rakryan apatih, kaya siniwak, karnasula angapi.
Vertaling:
- [...]. Indien gij bang zijt voor de dood, kom dan spoedig uw opwachting maken aan de voeten van Z.M. de koning en bied hem aan het levende bewijs van uw onderdanigheid, het geurigste deel van de sěmbah (huldebetoon), de prinses.
- Nauwelijks had Z.M. de koning dit gehoord, of hij stond verstoord op: “Hoort eens, gezanten, zegt maar aan je meester, dat ik er niet meer aan denk voor hem te verschijnen en onze prinses tot hem te geleiden!”
- Al zouden de Sundanezen nog maar één arm overhebben, ja al zouden rechter- en linkerarm verbrijzeld worden, dan zullen ze nog niet met de ogen knippen, wanneer ze overweldigd worden op het slagveld.” Ook de heer patih (vizier) was boos: het was als werden hem de oren opengescheurd, toen hij de scherpe woorden (van de Majapahiters) hoorde.

### Hayam Wuruk beweent de dode prinses (vers 3.29 – 3. 33)
Sireñanira tinañan, unggwani sang rajaputri, tinuduhakěn aneng made sira wontěn aguling, mara sri narapati, katěmu sira akukub, perěmas natar ijo, ingungkabakěn tumuli, kagyat sang nata dadi atěmah laywan.
Wěněsning muka angraras, netra duměling sadidik, kang lati angrawit katon, kengisning waja amanis, anrang rumning srigading, kadi anapa pukulun, ngke pangeran marěka, tinghal kamanda punyaningsun pukulun, mangke prapta angajawa.
Sang tan sah aneng swacita, ning rama rena inisti, marmaning parěng prapta kongang mangkw atěmah kayêki, yan si prapta kang wingi, bangiwen pangeraningsun, pilih kari agěsang, kawula mangke pinanggih, lah palalun, pangdaning Widy angawasa. 
Palar-palarěn ing jěmah, pangeran sida kapanggih, asisihan eng paturon, tan kalangan ing duskrěti, sida kâptining rawit, mwang rena kalih katuju, lwir mangkana panapanira sang uwus alalis, sang sinambrama lěnglěng amrati cita. 
Vertaling:
- Hij ondervroeg de voedsters van de prinses naar de plaats, waar deze zich bevond, en werd verwezen naar de pěndapa (opgehoogde open (voor)hal van een Javaanse woning), want daar lag zij. Z.M. de koning begaf zich erheen en vond haar bedekt met een kleed, waarin op een grond van groen gouddraad gewerkt was; toen de vorst daarop het kleed opsloeg, ontstelde hij, omdat het nu ten slotte een lijk bleek te zijn.
- De bleekheid van haar gelaat was bekoorlijk; haar ogen waren een weinig geopend; haar lippen waren mooi om aan te zien; haar onbedekte tanden boden een vriendelijke aanblik en wedijverden in bekoorlijkheid met een sri gading (bepaald soort kokosnoot); ’t was, als begroette zij hem: “Heer, kom naderbij en zie, hoe mijn verdienstelijke daad van naar Java gekomen te zijn nu ...
- Hetgeen voortdurend in de gedachten is geweest van vader en moeder en waarnaar ze zo verlangd hebben, hetgeen de reden geweest is, waarom zij met mij meegekomen zijn hierheen, dat heeft nu zo kunnen aflopen! Waart ge eergisteren gekomen, heer, dan zou ik denkelijk nog wel in leven gebleven zijn; dan waart ge weldra met mij vereenigd geweest. Ach, hoe wreed is het werk van de almachtige Albeschikking!
- Laat ons hopen, heer, dat het er later van komen moge, dat wij verenigd worden en aan elkanders zijde ons bevinden in het slaapvertrek, zonder dat het boze lot ons hindert. Dan zal de wens van mijn vader en mijn moeder in vervulling gaan, hetgeen beiden bevallen zal.” Zo luidde de begroeting van de dode. De aldus verwelkomde was geheel van streek; zwaar drukte het hem.